# Обенж
Обе́нж (фр. Aubinges) — коммуна во Франции, находится в регионе Центр. Департамент — Шер. Входит в состав кантона Экс-д’Анжийон. Округ коммуны — Бурж.
Код INSEE коммуны — 18016.

## География

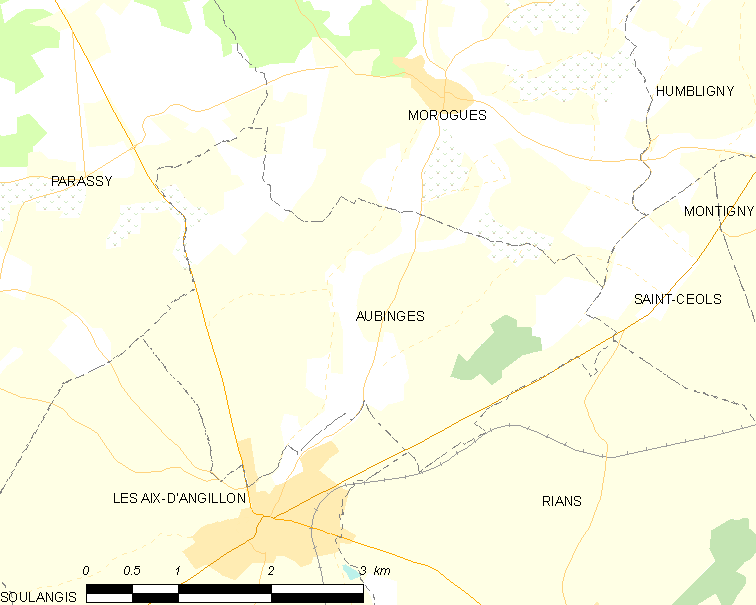
Карта коммуны

Коммуна расположена приблизительно в 185 км к югу от Парижа, в 95 км юго-восточнее Орлеана, в 21 км к северо-востоку от Буржа.
По территории коммуны протекает небольшая река Колен (фр. Colin).

## Население
Население коммуны на 2008 год составляло 366 человек.
| 1962 | 1968 | 1975 | 1982 | 1990 | 1999 | 2008 |
| ---- | ---- | ---- | ---- | ---- | ---- | ---- |
| 255  | 281  | 260  | 226  | 279  | 333  | 366  |

## Администрация
| Период | Период | Фамилия       | Партия | Примечания |
| ------ | ------ | ------------- | ------ | ---------- |
| 1945   | 1971   | Луи Полен     |        |            |
| 1971   | 1983   | Жан Робле     |        |            |
| 1983   | 1989   | Бернар Полен  |        |            |
| 1989   | 1995   | Кристиан Саше |        |            |
| 1995   | 2014   | Сильвен Паско |        |            |

## Экономика
Основу экономики составляет сельское хозяйство.
В 2007 году среди 236 человек в трудоспособном возрасте (15-64 лет) 187 были экономически активными, 49 — неактивными (показатель активности — 79,2 %, в 1999 году было 74,5 %). Из 187 активных работали 172 человека (93 мужчины и 79 женщин), безработных было 15 (8 мужчин и 7 женщин). Среди 49 неактивных 20 человек были учениками или студентами, 15 — пенсионерами, 14 были неактивными по другим причинам.

## Достопримечательности
- Церковь Сен-Марсель (XIX век)
  - Скульптурная группа «Обучение Богородицы» (XV век). Исторический памятник с 1956 года[3]
- Замок Бретон
- Замок Люссон